# Shoah en Lituanie
 (juin 2025).

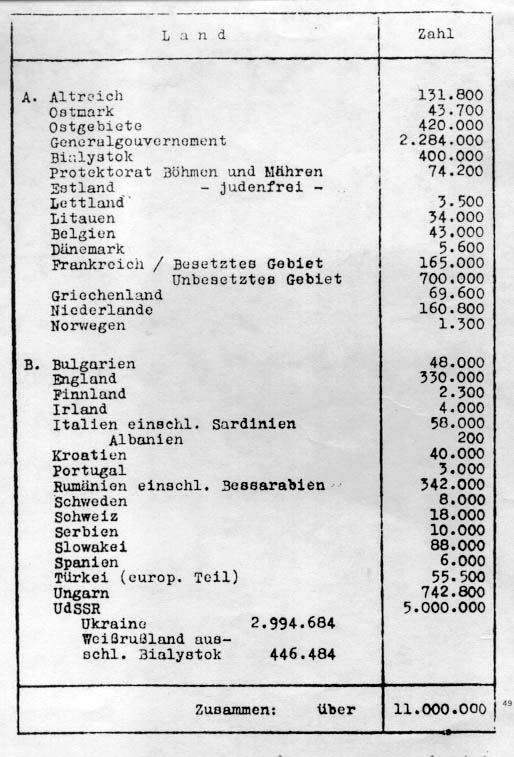
Liste des objectifs de la conférence de Wannsee

Pendant la Seconde Guerre mondiale, comme dans les autres Pays baltes, la Shoah en Lituanie occupée aboutit entre 1941 et 1944 à la presque extermination de la communauté juive de ce pays, forte de près de 210 000 personnes en juin 1941 lors de l'invasion nazie. Alors contrôlé par le Reichskommissariat Ostland, on estime que 80 % des Juifs de Lituanie ont été tués avant 1942. Les survivants, 43 000 Juifs, ont été concentrés dans les ghettos de Vilnius, de Kaunas, de Šiauliai et de Švenčionys et forcés de travailler pour l'industrie militaire allemande. Le 21 juin 1943, Heinrich Himmler ordonne de vider tous les ghettos juifs et de transférer les survivants dans des camps de concentration. Le ghetto de Vilnius est ainsi détruit, alors que ceux de Kaunas et de Šiauliai sont transformés en camps de concentration. Les Juifs survivants sont envoyés dans les camps de Stutthof, Dachau, et Auschwitz. Seulement environ 2 000 à 3 000 Juifs lituaniens ont pu être libérés de ces camps. Le taux de génocide des Juifs en Lituanie a atteint 95 à 97 %, soit l'un des plus élevés d'Europe.

## Annexion soviétique et invasion allemande (juin 1940 - juin 1941)
Après le pacte germano-soviétique et l'invasion conjointe de la Pologne en septembre 1939, l'Union soviétique signa un traité avec la Lituanie le 10 octobre, remit au pays la ville majoritairement polonaise et juive de Wilno (rebaptisée Vilnius), en échange de concessions militaires, annexant par la suite la Lituanie qui fut contrainte de céder après un ultimatum en juin 1940. Quand les Pays baltes sont occupés par l'Union Soviétique en juin 1940, la population juive a augmenté de façon considérable en raison de l'afflux de réfugiés venus de Pologne occupée. Le 24 juin 1941, soit deux jours après le début de l'opération Barbarossa, les Allemands arrivent à Vilnius. L'invasion allemande, qui survient après une année d'occupation soviétique, aboutit à des déportations de masse à travers les pays baltes la semaine suivant le début de l'opération. Les nazis sont accueillis comme des libérateurs et reçoivent le soutien de la milice irrégulière lituanienne contre les forces soviétiques en retraite. Beaucoup de Lituaniens pensaient que l'Allemagne permettrait le rétablissement de l'indépendance du pays. Afin d'apaiser les Allemands, certaines personnes exprimèrent des sentiments antisémites significatifs. L'Allemagne nazie, qui s'était emparée des territoires lituaniens dès la première semaine de l'offensive, utilisa cette situation à son avantage et permit, dès les premiers jours, l'établissement d'un gouvernement provisoire lituanien du Front militant lituanien, avec pour Premier ministre Juozas Ambrazevičius. Pendant une brève période, il sembla que les Allemands allaient accorder à la Lituanie une autonomie significative, comparable à celle accordée à la République slovaque. Cependant, après environ un mois, privé par l'occupant nazi de tout pouvoir réel et donc réduit à un rôle de marionnettes, ce gouvernement s'auto-dissout le 7 août 1941.

## Destruction de la communauté juive lituanienne

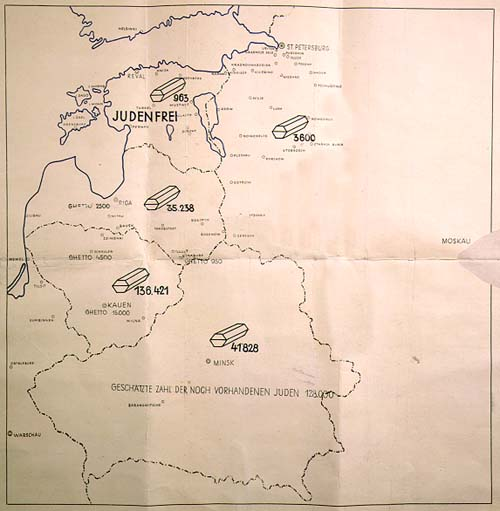
Carte issue du rapport adressé au RSHA à Berlin par Stahlecker en octobre 1941, intitulé « Exécutions des Juifs menées par l'Einsatzgruppe A ». Selon cette carte, l'estimation du nombre de Juifs tués en Lituanie à cette période est de 136421.

### Estimation du nombre de victimes
Avant l'invasion allemande, la population juive était estimée à environ 210 000 personnes, bien que, selon les données du département des statistiques lituanien, au 1er janvier 1941, environ 208 000 Juifs aient été recensés. Lorsque les troupes soviétiques réoccupent la Lituanie en 1944, 195 000 à 196 000 ont été assassinés en trois ans d'occupation allemande, soit 95 à 97 % de la population juive du pays. Cette estimation est fondée sur l'émigration d'avant-guerre des Juifs lituaniens vers l'URSS (environ 8 500), du nombre d'évadés des ghettos de Kaunas et de Vilnius (1 500 à 2 000), ainsi que le nombre de survivants des camps de concentration ayant été libérés par l'Armée rouge (2 000-3 000), soit au total 12 000 à 13 500 rescapés.
Il est difficile d'estimer le nombre exact de victimes et les dernières estimations ne peuvent être définitives ou indiscutables. Les chiffres donnés par les historiens diffèrent significativement de 165 000 à 254 000, le nombre le plus élevé incluant probablement des Juifs non lituaniens parmi d'autres dissidents (empiriques) du Reich étiquetés comme Juifs tués en Lituanie.

### Événements de l'Holocauste

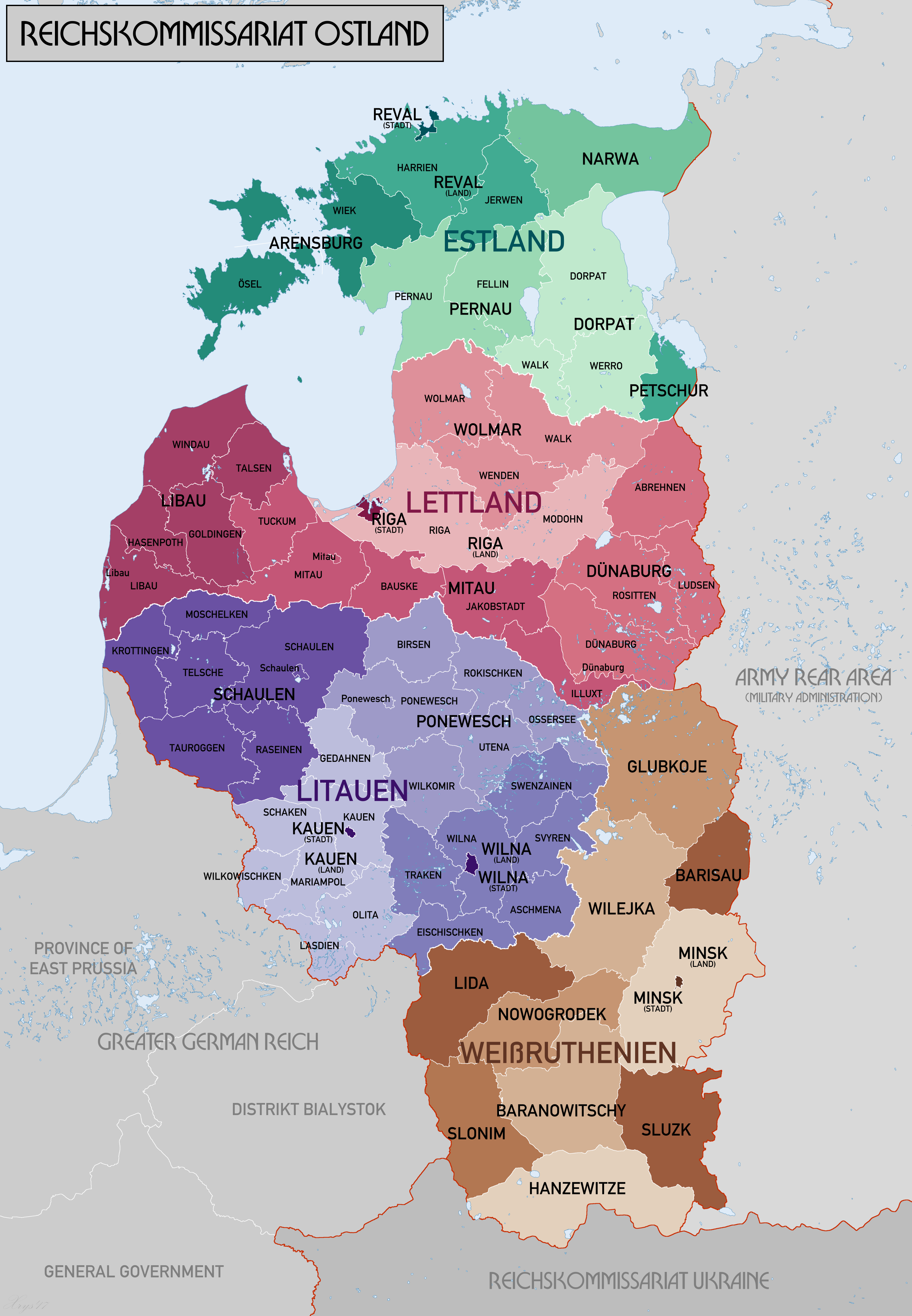
La structure administrative du Reichskommissariat Ostland, 1942.

Chronologiquement, le génocide en Lituanie peut être divisé en trois phases: la phase 1) été - fin 1941; phase 2) décembre 1941 - mars 1943; phase 3) avril 1943 - mi-juillet 1944. La ville portuaire lituanienne de Klaipėda (Memel en allemand) faisait historiquement partie de la ligue hanséatique allemande et appartenait à l'Allemagne et à la province de Prusse-Orientale avant 1918. La ville était semi-autonome pendant la période d'indépendance de la Lituanie et sous la supervision de la Société des Nations. Environ 8 000 Juifs vivaient à Memel lorsque la ville fut rattaché au par le Reich le 15 mars 1939. Ses résidents juifs furent expulsés et la plupart s'enfuirent en Lituanie « libre ». En 1941, les Einsatzgruppen allemands suivirent l'avancée des unités de l'armée allemande, commençant aussitôt les massacres des Juifs.

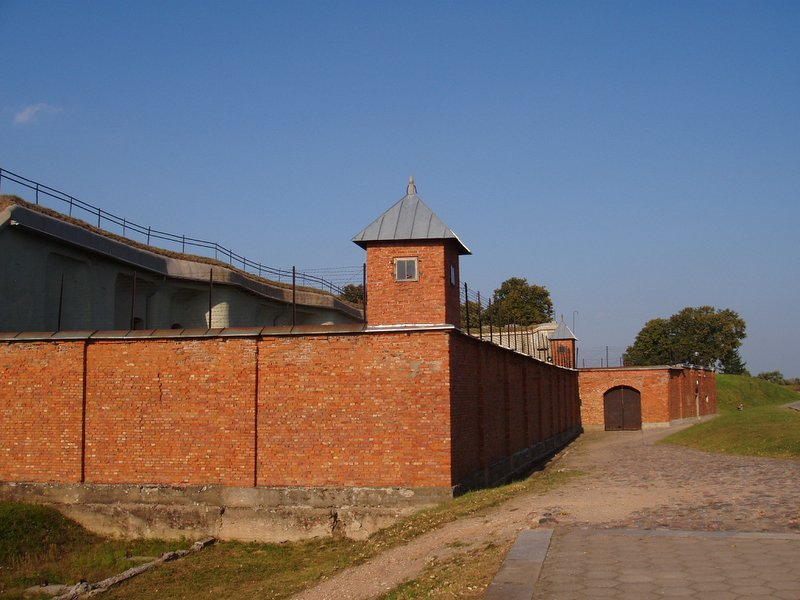
Le Neuvième Fort à Kaunas.

La plupart des Juifs lituaniens périrent lors de la première phase, pendant les premiers mois d'occupation et avant la fin de 1941. La première action notable des Einsatzgruppen (Einsatzgruppe A) se déroula le 22 juin 1941, dans la ville frontalière de Gargždai, qui était l'une des plus anciennes communautés juives du pays, à seulement 18 kilomètres de Memel. Environ 800 Juifs furent abattus ce jour-là dans ce qu'on appelle le massacre de Garsden. Une centaine de Lituaniens non juifs furent également exécutés, notamment pour avoir tenté d'aider et de cacher leurs voisins juifs. Environ 80 000 Juifs furent tués en octobre et environ 175 000 à la fin de l'année. La majorité des Juifs de Lituanie n'étaient pas parqués dans des ghettos ni envoyés dans les camps de concentration nazis qui, à cette époque, en étaient aux premières étapes de leur opération. Ils furent alors fusillés dans des fosses communes (connu sous le nom de Shoah par balles) près de leur lieu de résidence; les massacres les plus tristement connus auront lieu dans le Neuvième Fort (massacre du 29 octobre 1941), près de Kaunas et dans la forêt de Ponary, près de Vilnius. On estime que 80 % des Juifs de Lituanie furent tués avant 1942. 
Les survivants, 43 000 Juifs, furent concentrés dans les ghettos de Vilnius, de Kaunas, de Šiauliai et de Švenčionys et forcés de travailler pour l'industrie militaire allemande. Il s'agira de la deuxième phase, où les massacres se feront moins nombreux.
À partir du 21 juin 1943, Heinrich Himmler ordonne de vider tous les ghettos juifs et de transférer les survivants dans des camps de concentration. En septembre 1943, le ghetto de Vilnius est en grande partie liquidé. Sept mille Juifs sont exterminés à Ponary et plus de sept mille « travailleurs » sont envoyés dans des camps de travail en Estonie. Les ghettos de Kaunas et de Šiauliai sont transformés en camps de concentration. Environ 15 000 Juifs lituaniens survivants sont déportés vers des camps de Stutthof, Dachau, et Auschwitz.
Deux facteurs ont contribué à la destruction rapide de la communauté juive lituanienne. Le premier était le soutien significatif à la « dé-juification » de la Lituanie venant de la population lituanienne. Le deuxième était le plan allemand pour la colonisation précoce de la Lituanie - qui partageait une frontière avec la province de Prusse-Orientale allemande - conformément à leur Generalplan Ost ; d'où la haute priorité donnée à l'extermination de la communauté juive lituanienne relativement petite.

### Participation de collaborateurs locaux

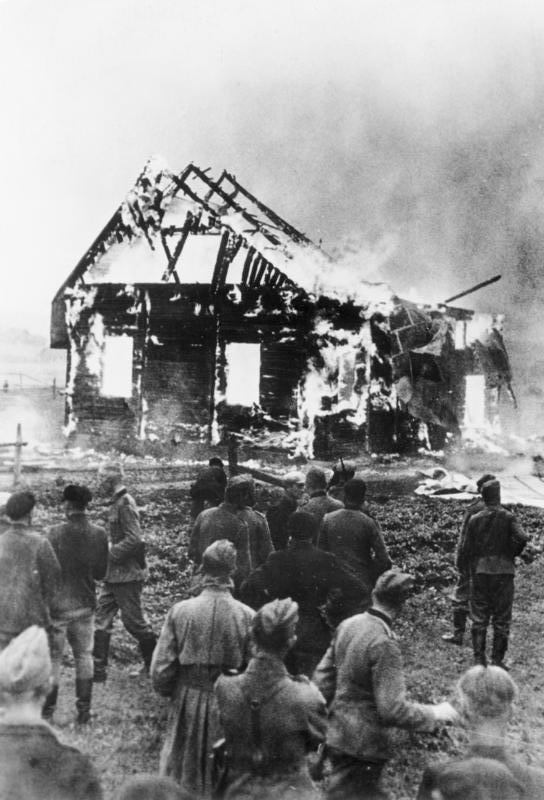
Des soldats allemands et des locaux observent une synagogue lituanienne en train de brûler, le 9 juillet 1941.

Pendant que l'administration allemande dirigeait et soutenait le massacre organisé des Juifs lituaniens, des auxiliaires lituaniens locaux assuraient la logistique pour la préparation et l'exécution des meurtres sous la direction nazie. Le SS-Brigadeführer Franz Walter Stahlecker arrive à Kaunas le 25 juin 1941 et prononce des discours dans la ville incitant au meurtre de Juifs. Dans un rapport du 15 octobre, Stahlecker écrit : « nous avons réussi à dissimuler les actions de l'unité d'avant-garde (Vorkommando) en faisant croire que c'était l'initiative de la population locale. »
Des groupes de partisans et d'unités civiles d'affiliation anti-soviétique nationaliste d'extrême-droite prirent contact avec les Allemands dès leurs entrées dans les territoires lituaniens. Une unité d'insurgés dirigée par Algirdas Klimaitis (en), encouragée par la Sicherheitspolizei et le Sicherheitsdienst, effectuèrent des pogroms anti-juifs à Kaunas entre le 25 et le 27 juin 1941. Plus de mille Juifs périrent les jours suivants dans ce qui fut le premier pogrom en Lituanie occupée par les Nazis. Différentes sources mentionnent entre 1 500 et 3 800 le nombre de victimes massacrés par des pogroms les jours suivants dans d'autres villes de la région.
Le 24 juin 1941, la police de sécurité lituanienne (Lietuvos saugumo policija), subordonnée à la Sicherheitspolizei et à la Kriminalpolizei, est créée. Cette organisation fut impliquée dans de nombreuses actions contre les Juifs et d'autres ennemis du régime nazi. L'unité lituanienne la plus notoire est le Ypatingasis būrys (une subdivision du SD allemand) active de la région de Vilnius, massacrant des dizaines de milliers de Juifs, Polonais et autres lors des massacres de Ponary. Une autre organisation lituanienne impliquée dans l'Holocauste fut la Garde du travail lituanienne. De nombreux partisans lituaniens de la politique nazie venaient de l'organisation fasciste Loups de Fer. Dans l'ensemble, l'administration nationaliste lituanienne s'intéressait à la liquidation des Juifs en tant qu'ennemis perçus et rivaux potentiels des Lituaniens ethniques. Ainsi, l'administration ne s'opposait pas à la politique nazie de l'Holocauste, mais l'adoptait comme la leur.

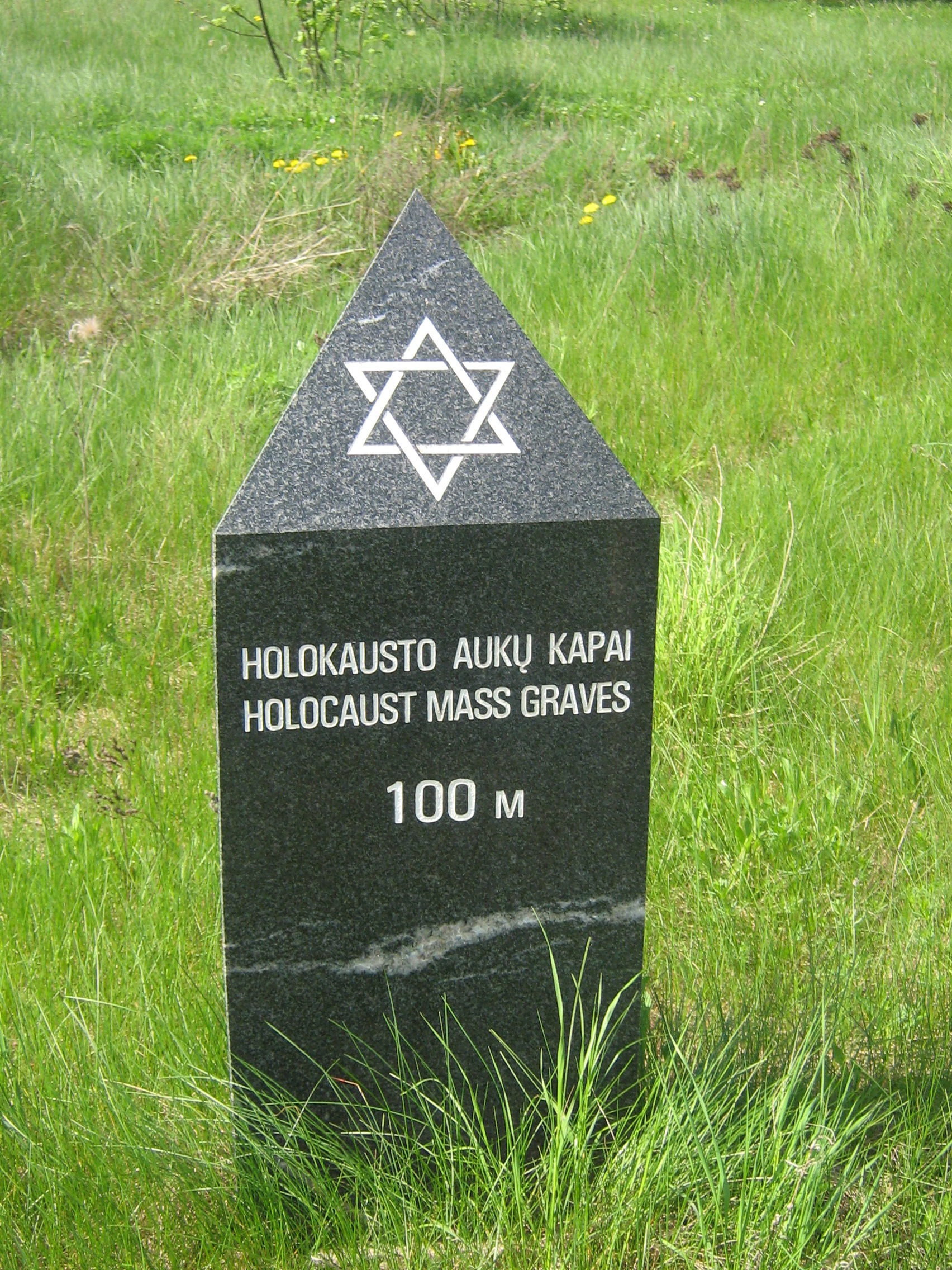
Anciennes fosses communes près de la ville de Jonava.

Une combinaison de facteurs permet d'expliquer la participation de certains Lituaniens au génocide contre les Juifs. Ces facteurs comprennent de nombreuses traditions et valeurs nationales, y compris l'antisémitisme, courantes dans toute l'Europe centrale contemporaine, et un désir lituanien spécifique d'un État-nation lituanien « pur » avec lequel la population juive serait considérée comme incompatible. Un bon nombre de facteurs supplémentaires, comme les graves problèmes économiques et la pauvreté d'une majeure partie de la population à cette époque, conduisit à l'assassinat de Juifs juste pour des biens personnels. De plus, les Juifs furent considérés comme des traîtres ayant soutenu le régime soviétique en Lituanie pendant la période 1940-1941. Pendant la période précédant l'invasion allemande, les Juifs furent blâmés par certains pour tous les malheurs et catastrophes ayant frappé la Lituanie.
L'implication de la population et des institutions locales, en nombre relativement élevé, fut un facteur déterminant de l'Holocauste en Lituanie. Toutefois, la majorité population lituanienne n'a pas soutenue les tueries. Sur une population de près de 3 000 000 d'habitants (80 % de Lituaniens ethniques), seuls quelques milliers prirent une part active aux massacres tandis que plusieurs centaines risquèrent leur vie en abritant les Juifs. Israël reconnut 891 Lituaniens (au 1er janvier 2017) comme Justes parmi les Nations pour avoir risqué leur vie en sauvant des Juifs. En outre, de nombreux membres de la minorité polonaise en Lituanie aidèrent également à abriter les Juifs. Les Lituaniens et Polonais cachant des Juifs furent persécutés et souvent exécutés par les nazis.

## Historiographie et analyses
Le génocide en Lituanie est considéré par certains historiens comme l'une des premières implémentations à grande échelle de la Solution finale, conduisant certains chercheurs à exprimer l'opinion selon laquelle l'Holocauste a commencé en Lituanie à l'été 1941. 
Le gouvernement soviétique, pour des raisons politiques [vagues], essaya de minimiser la souffrance unique des Juifs. En Lituanie et dans toute l'Union Soviétique, les monuments commémoratifs ne mentionnaient pas les Juifs en particulier; ils furent plutôt construits pour commémorer la souffrance des « habitants locaux ».
Les collaborateurs et les crimes contre les Juifs ne furent pas assez sévèrement punis, notamment car les priorités changèrent après la guerre (notamment à cause de la Guerre froide) et la traque des criminels de guerre tomba dans peu à peu dans l'oubli.
Depuis l'indépendance de la Lituanie en 1991, le débat sur la participation lituanienne à l'Holocauste reste un sujet difficile. Les nationalistes lituaniens modernes soulignent la résistance anti-soviétique, mais certains partisans lituaniens, vus en Lituanie comme des héros dans la lutte contre l'occupation soviétique, étaient aussi des collaborateurs nazis ayant coopéré au meurtre de la communauté juive lituanienne. Le gouvernement lituanien post-soviétique déclara à plusieurs reprises qu'il s'engageait à commémorer l'Holocauste, à combattre l'antisémitisme et à traduire en justice les criminels de guerre nazis. La Coalition nationale de soutien à la communauté juive soviétique déclara que « la Lituanie a fait des progrès lents mais significatifs dans la poursuite des collaborateurs lituaniens soupçonnés d'être impliqués dans le génocide nazi ». La Lituanie fut le premier des États post-soviétiques nouvellement indépendants à légiférer pour la protection et le marquage des sites liés à l'Holocauste. En 1995, le président de la Lituanie, Algirdas Brazauskas, s'exprima devant la Knesset israélienne et présenta des excuses publiques au peuple juif pour la participation lituanienne au génocide juif. En 1998, le premier procès contre un criminel nazi balte eut lieu.  Le 20 septembre 2001, à l'occasion du 60e anniversaire de l'Holocauste en Lituanie, le Seimas (Parlement lituanien) tint une session au cours de laquelle Alfonsas Eidintas (en), historien nommé prochain ambassadeur de la République en Israël, prononça une allocution en hébreu pour les Juifs lituaniens.
Il y eut également des critiques selon lesquelles la Lituanie tergiverse sur la question; en 2001, le Dr Efraim Zuroff, directeur du Centre Simon-Wiesenthal, critiqua le gouvernement lituanien pour son refus de poursuivre les Lituaniens impliqués dans l'Holocauste. En 2002, le Centre Simon Wiesenthal se déclara insatisfait des efforts du gouvernement lituanien et lança une controversée « opération Dernière chance », accordant des compensations financières en échange d'informations facilitant les poursuites légales contre les criminels de guerre, pouvant être exilés ou en fuite. Cette campagne rencontra beaucoup de difficultés en Lituanie et dans les autres pays de l'ex-bloc soviétique.
Plus récemment, en 2008, le Centre Simon Wiesenthal, notait, dans son rapport annuel, aucun progrès de la part des organismes pour traduire en justice les derniers criminels de guerre lituaniens, et une véritable absence de sanction des organes judiciaires lituaniens pour les auteurs de l'Holocauste.
Il y eut un débat limité sur la place de l'Holocauste dans la mémoire collective lituanienne. Historiquement, les Lituaniens ont nié la participation nationale au génocide ou ont qualifié les participants lituaniens d'éléments extrémistes marginaux. Les souvenirs de cette époque et la discussion de ces événements dans les historiographies juives et lituaniennes sont très différents, bien que l'historiographie lituanienne des deux dernières décennies se soit améliorée par rapport à l'historiographie soviétique, avec les travaux d'érudits comme Alfonsas Eidintas (en), Valentinas Brandišauskas et Arūnas Bubnys (en), entre autres. La question reste controversée à ce jour. Selon les historiens lituaniens, les questions litigieuses impliquent le rôle du Front des activistes lituaniens, le gouvernement provisoire lituanien et la participation des civils et des volontaires lituaniens à l'Holocauste.